# Hamza Mouali
Hamza Mouali (in arabo حمزة موالي‎?; Tizi Ouzou, 16 gennaio 1998) è un calciatore algerino, difensore del MC Alger.

## Carriera
Cresciuto nel settore giovanile del Paradou AC, esordisce in prima squadra il 26 agosto 2017, in occasione dell'incontro di campionato perso per 2-1 contro l'USM Alger. Il 10 ottobre 2018, invece, realizza la sua prima rete nella massima divisione algerina, nella vittoria per 3-0 ai danni dell'AS Aïn M'lila.
Nell'agosto del 2022 viene ceduto in prestito ai francesi del Laval, con i quali trascorre una stagione in seconda divisione, per poi fare ritorno in patria.

## Statistiche

### Presenze e reti nei club
Statistiche aggiornate al 21 agosto 2022.
| Stagione        | Squadra         | Campionato      | Campionato | Campionato | Coppe nazionali | Coppe nazionali | Coppe nazionali | Coppe continentali | Coppe continentali | Coppe continentali | Altre coppe | Altre coppe | Altre coppe | Totale | Totale |
| Stagione        | Squadra         | Comp            | Pres       | Reti       | Comp            | Pres            | Reti            | Comp               | Pres               | Reti               | Comp        | Pres        | Reti        | Pres   | Reti   |
| --------------- | --------------- | --------------- | ---------- | ---------- | --------------- | --------------- | --------------- | ------------------ | ------------------ | ------------------ | ----------- | ----------- | ----------- | ------ | ------ |
| 2017-2018       | Paradou AC      | L1              | 24         | 0          |                 | -               | -               |                    | -                  | -                  |             | -           | -           | 24     | 0      |
| 2018-2019       | Paradou AC      | L1              | 25         | 1          |                 | -               | -               |                    | -                  | -                  |             | -           | -           | 25     | 1      |
| 2019-2020       | Paradou AC      | L1              | 19         | 1          |                 | -               | -               | CCC                | 9                  | 1                  |             | -           | -           | 28     | 2      |
| 2020-2021       | Paradou AC      | L1              | 33         | 5          |                 | -               | -               |                    | -                  | -                  |             | -           | -           | 33     | 5      |
| 2021-2022       | Paradou AC      | L1              | 24         | 2          |                 | -               | -               |                    | -                  | -                  |             | -           | -           | 24     | 2      |
| 2022-2023       | Laval           | L2              | 0          | 0          | CF              | 0               | 0               |                    | -                  | -                  |             | -           | -           | 0      | 0      |
| Totale carriera | Totale carriera | Totale carriera | 125        | 9          |                 | 0               | 0               |                    | 9                  | 1                  |             | -           | -           | 134    | 10     |